# .280英寸弹
.280英寸弹是一种实验性的无缘瓶颈式中间型威力枪弹。后来被定为7mm MK1Z，也被称为7mm NATO，.280/30，.280 恩菲尔德，.280 NATO，7mm FN Short和7×43mm。
和第二次世界大战刚结束时的大部分部队一样, 英国陆军在战场上与德国的StG 44接触后，开始着手于研发口径更小的子弹. 这种子弹于1940年开始发展, 随后在比利时的埃斯塔勒国营工厂（FN公司）与加拿大陆军的帮助下。.280英寸弹在各种的机枪与步枪上进行测试，包括EM-2，李-恩菲尔德步枪，FN FAL自动步枪，布伦轻机枪，M1加兰德步枪与塔登机枪（英文：TADEN gun）
尽管这种子弹作为中间型威力弹取得了成功，但美国陆军还是认为它不够强，并且为了让美国陆军接受，英国陆军额外制造了.280英寸弹的几种变体。但是美军还是拒绝了这些变体，选择了一开始的7.62×51mm NATO.

## 研发历史

### 起因
在第二次世界大战期间，英军步枪与机枪的标准弹药是.303英寸弹。尽管用更现代的子弹替代.303英寸弹这种想法与尝试从第一次世界大战就开始了，但是一系列的事件也使得他继续服役，尽管他的凸缘设计有着很多问题。
在战争期间，盟军在战场上见到了德军新式的7.92×33mm Kurz的同时，也发现了它的性能之优良。这种短弹是一种中间型威力弹药，比.303等常规步枪子弹要小，但比9×19毫米帕拉贝鲁姆弹（英文：9×19mm Parabellum）之类的手枪子弹要强。这使得这种子弹在近距离遭遇战中有着类似步枪的性能，但是远小于步枪的后坐力，可以在行进中采取全自动射击。于是英军也开始研发他们自己的中间型威力弹。
英军的目的是创造一种适用于轻型步枪的子弹，以取代使用.303英寸弹之类的武器，如布伦轻机枪，李-恩菲尔德步枪和维克斯机枪。所以这种弹药必须要有与全威力步枪弹一致的弹道性能，同时也要有更小的后坐力与枪口焰（英文：Muzzle flash）。较短的子弹与较少的装药产生较低的后坐力也使武器更短更轻，因此更容易使用。

### 在.280上的选择
1945年，在通过了“理想口径委员会”的测试之后, 英国人决定采用两种7毫米子弹–.270英寸弹与.276英寸弹。这两个名字都反映了子弹所在枪管的枪管口径；而.276英寸子弹的实际直径为.284英寸（7.2）。以便于集中精力，英国人停止了对.270英寸子弹的研究，而将心思都放在.276上。.276后来也更名为.280英寸弹，尽管尺寸没有改变。
.280英寸弹的后坐力经实验得出低于.303英寸弹后坐力的一半，同时在远距离上的性能，更是超过了.303英寸弹。实验者报告说，减少了的后坐力与枪焰使得射击手感更加舒适。由此看来，英国设计师已经完成了他们的目标，并着手于将这种弹药介绍给他们的北约盟国。

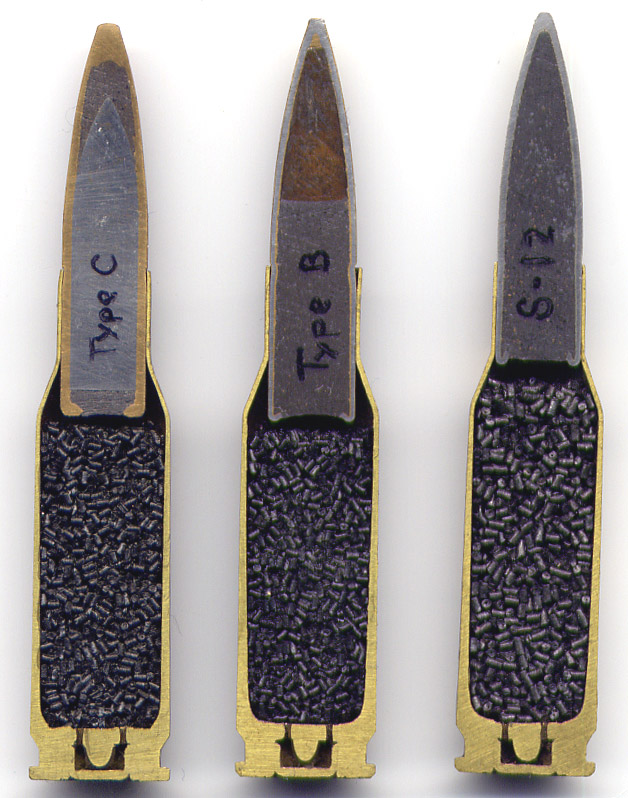
.280/30英国分段弹药。从左到右的子弹类型：C型低碳钢芯、B型140gr子弹和S12 140 gr型子弹，基于7毫米李恩菲尔德No.MKIII选择的1913型7×57毫米子弹。

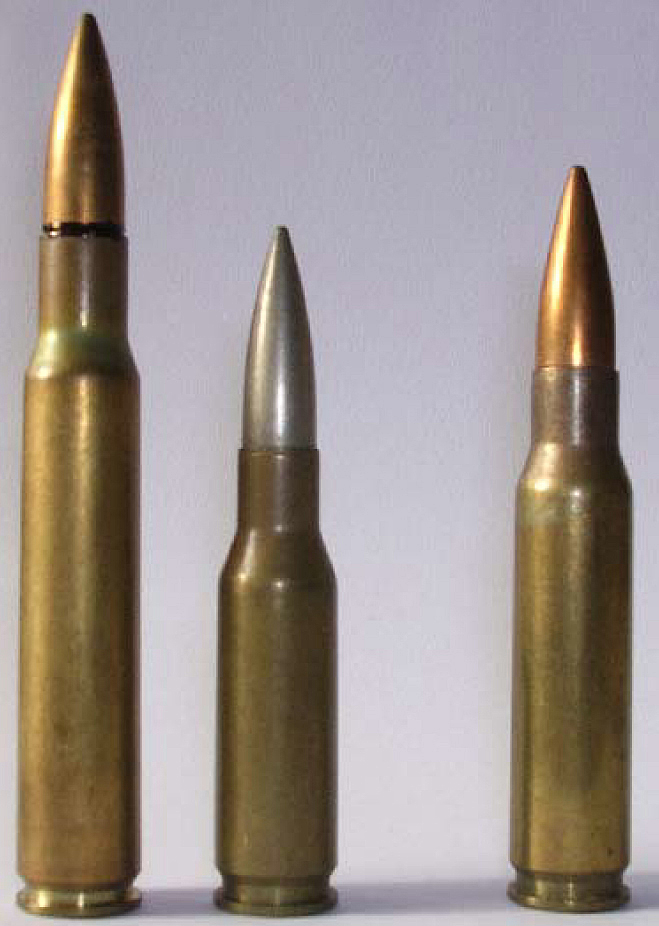
从左往右依次是: .30-06斯普林菲尔德步枪弹（春田步枪弹）,.280英寸弹和7.62×51mm NATO

比利时和加拿大的同行对这一种子弹非常感兴趣，比利时公司FN将推出基于.280设计的枪支，并大量生产。然而，美国人拒绝采用低于.30英寸口径的子弹，认为在弹道学上来说不如当时标准的.30-06斯普林菲尔德步枪弹。随后，英国人做出了一系列改动，为了让美国人更容易接受。首先是把.280的凸缘直径更改成.30-06斯普林菲尔德步枪弹相同尺寸的.280/30子弹，而这也是被大量生产的，左图所示的基础型。这种.280/30子弹重20.3克（313格令），以中间型威力弹来说，这是相当重的了。
但美国人还是拒绝了.280/30子弹，认为他的弹道下坠过大，超过了800碼（732），随后英国人和比利时人便对子弹的设计进行了较大程度的更改。第一变化便是让弹头埋的更浅以加入更多的装药，第二是T65 cartridge case，子弹直径缩小到7毫米。最终的结果便是设计出了装药140-格令（9.1-克），弹速2,700至2,800英尺每秒（820至850每秒）的子弹, 但后坐力比.280/30要大得多，这也意味着违背了.280子弹设计的初衷。
由于不满美军对于.280子弹的回应，英军于1951年采用了EM-2和.280/30作为他们的主要步枪和弹药，同时.280/30被重新命名为“7mm MK1Z”。

### 选择7.62 NATO
北约的创始成员国英国，加拿大和美国共同签署了一项协议，北约的成员国将开发并共同装备一种轻型武器和子弹，而这些武器和子弹是通过合作和竞争实验开发而来。英国和加拿大一直公开着他们的研究进度，美国则宣称没有开发自己的子弹，而是在试验英国的设计。
事实上，美国轻武器局局长勒内·斯图德勒（英文：Rene Studler）上校一直反对无托设计和.280子弹，并开始了两个有关于0.30子弹的秘密项目。这也就有了之后在厄尔·哈维(Earle Harvey)的指导下，由春田兵工厂所生产的T25步枪，并使用在法兰克福兵工厂（英文：Frankford Arsenal）开发的 T65 子弹。在1947到1952间，英国人和加拿大人明确表示知道美国在背后的秘密研究，并表示这违反了协约中公开合作的性质，提出强烈的抗议。
当勒内·斯图德勒公开表示，任何不是美国所设计的东西都是在浪费时间，并且直接拒绝了任何来自国外的设计的时候，事情更是雪上加霜。根据了解，斯图德勒甚至隐瞒了.280子弹在美国测试时出色的表现。在1950年阿伯丁试验场中进行的测试表明.280弹药的平均膛压（MPA）为43,600 psi（300.6 MPa）。而最大膛压则达到了47,300 psi（326.1 MPa）。
政府的改朝换代意味着7mm，EM-2和Taden机枪 （页面存档备份，存于）项目将随着丘吉尔一起下台。后来在1960年的时候在各种轻武器上实验和生产了少量的.280子弹，而这种子弹也让加拿大人和英国人计划将这种口径应用在FN FAL自动步枪上。最终他们还是同意了使用美国人的.30（也就是现在的7.62NATO），但是条件是美国人要使用FN FAL。事实证明并非如此，美国最终还是选择了他们自己的M14自动步枪。

### .280之后
而后来证明.280英寸弹的理念是远领先时代的，因为美国自己就在接下来的十年末大规模采用了中间型威力弹5.56×45mm NATO。在1965年开始美军大规模介入越南战争之后5.56×45mm NATO阿玛莱特公司所生产的AR-15步枪，直到后来标准化的M16，订单的数量都在不断的增加，再到后来取代了7.62×51mm NATO M14的作战地位。在坚持使用了与弹道几乎与现有的全威力.30-06斯普林菲尔德步枪弹相同的.30弹后，美军还是选择了5.56×45mm NATO，这也证明了中间型威力弹在战场上的统治地位(另外一个值得注意的便是7.62×39mm AK-47子弹)。为了让FN FAL自动步枪能够使用7.62×51mm NATO子弹与同样使用中间型步枪弹的赛特迈自动步枪（可以使用7.62×51毫米赛特迈弹）（后来发展成了HK G3自动步枪），结果生产出了更长、更重、后坐力更大的步枪，虽然这种枪比远程半自动武器相比表现更加良好，但是巨大的后坐力使得它在全自动射击中很难操控，不利于使用且造成较高的训练负担。巧合的是，在2002年的时候，美国人为M16系列中的M4版本开发一种新的口径，被称为6.8×43mm雷明登SPC（有着和.280子弹类似的弹道特征），意图为提供比5.56×45mm NATO更好弹道的子弹。
在1960年后期，出现了一个使用了6.25毫米缩颈处理而成的.280版本子弹的案例。它的设计是为了让英军找到理想的军用轻武器子弹。据计算，大口径子弹需要更多的能量才能穿透不同级别的防弹衣，从而对士兵造成致残性伤害。而在几个“最佳解决方案”中，从4.5毫米到7毫米，6.25毫米是首选的解决方案。100 gr（6.5 g）的子弹的初速为2,680 ft/s（820 m/s） 和2,160 J（1,590 ft·lb）的枪口能量。7.62×51mm NATO需要700焦耳（520英尺·磅）的冲击力才能穿透头盔和重型防弹衣，但是6.25毫米需要580焦耳（430英尺·磅）的冲击力，就可以在在600米上有着同样的穿甲效果。在更远的距离上仍然有效，并且产生的后坐力更接近于5.56×45mm NATO。无论如何，他的子弹不是为了远距离射击而设计的，所以子弹也会相对比较轻。 6.25×43mm的测试是从1969年到1971年间进行的，在研究停止之后，取而代之的是较小的4.85×49mm （页面存档备份，存于）。

## 规格
| 名字        | 子弹直径               | 子弹长度                | 凸缘                                                                         | 总体长度                | 初速                                          | 子弹重量                |
| ----------- | ---------------------- | ----------------------- | ---------------------------------------------------------------------------- | ----------------------- | --------------------------------------------- | ----------------------- |
| .280 英寸弹 | 7.214 mm（0.2840英寸） | 43.434 mm（1.7100英寸） | 12.01 mm（0.473英寸） 用于 .280/30 11.633 mm（0.4580英寸） 用于 .280 British | 64.516 mm（2.5400英寸） | 大约2,500 ft/s（760 m/s）在140-格令（9.1-克） | 130—140 gr（8.4—9.1 g） |

子弹类型与颜色标记:
- AP（穿甲弹） (130 gr或8.4 g)
- API（穿甲燃烧弹） (130 gr或8.4 g):  黑色
- Ball（训练弹） (130—140 gr或8.4—9.1 g): 素色 (没有标记), 绿色, 粉色, 黄色, 棕色
- Observation（指示弹） (130 gr或8.4 g) (6 gr或0.39 g WP): 红色
- Tracer（曳光弹） (130 gr或8.4 g): 白色

注意：大多数的子弹都有一个紫色的环。几种实验性弹壳由铝制成，有包括橘色等多种颜色
知名厂家:
- 皇家军械厂 （页面存档备份，存于）（ROF ）
- 埃斯塔勒国营工厂
- 基诺克 （页面存档备份，存于）

## 表现
以下数据摘自供应部“小型武器集团军备设计机构”出版的手册：
|                            | .280英寸弹                        | .303英寸弹 Mark VII           | .30-06 斯普林菲尔德                   |
| -------------------------- | --------------------------------- | ----------------------------- | ------------------------------------- |
| 子弹重量                   | 139 gr或9.0 g                     | 174 gr或11.3 g                | 166 gr或10.8 g                        |
| 初速                       | 2,500 ft/s或760 m/s               | 2,456 ft/s或749 m/s           | 2,770 ft/s或840 m/s                   |
| 2,000碼（1,829）的木材打靶 | 2.9英寸或74 mm                    | 2.4英寸或61 mm                | 1.6英寸或41 mm                        |
| 100碼（91） 的木材打靶     | 45英寸或114 cm                    | 42英寸或107 cm                | 47英寸或119 cm                        |
| 能击穿头盔的距离           | 1,000 yd或914米                   | 900 yd或823米                 | 1,600 yd或1,463米                     |
| 600-碼（549-）的子弹落点   | 3.3英尺或101 cm                   | 3.1英尺或94 cm                | 3英尺或91 cm                          |
| 后坐力                     | 7.4 ft·lbf或10.0 J with EM-2 步枪 | 11 ft·lbf或15 J with No.4步枪 | 14.4 ft·lbf或19.5 J with M1加兰德步枪 |

## 子弹对比

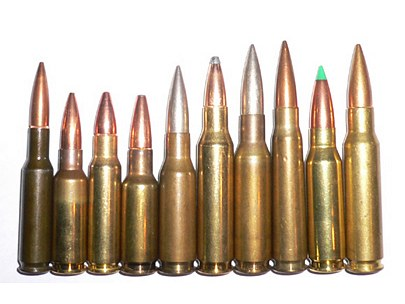
从左往右依次是: 6mm SAW，6.5mm 格伦德尔，6.8mm SPC，7mm BR 雷明顿，.280/30 英寸弹，7 mm-08，7mm 次优 (Liviano)，.276 佩德森，.308×1.75", 7.62×51mm NATO。

## 相关资讯
- EM-2步枪
- BSA 28P步枪
- 塔登机枪
- 7毫米口径弹药（英语：7 mm caliber） （页面存档备份，存于） - 其他的7毫米子弹
- 7.62×51mm NATO
- .276 佩德森 （页面存档备份，存于）
- 6.8×43mm雷明登SPC
- 5.56×45mm NATO
- 手枪及步枪弹药列表 （页面存档备份，存于）